# Корейський шаманізм
Корейський шаманізм (кор.: хангиль: 무속, ханча: 巫俗, СК: мусок або 무교, 巫敎, Mugyo, Муґьо) — одна з релігій на корейському півострові. Шаманізм має вплив від найрозповсюдженіших релігій країни — буддизму і даосизму.
Це є стародавнім та унікальним аспектом культури Кореї, відображаючи глибоке злиття традиційних вірувань з багатим спадковим досвідом. Це віровчення виникло в етнічних групах Корейського півострова і пройшло довгий шлях еволюції, об'єднуючи елементи шаманізму, буддизму, конфуціанства та інших релігійних впливів.
Однією з ключових особливостей Корейського шаманізму є віра в духів, які вважаються невидимими сутностями, що впливають на життя людей та природи. Шамани, володіючи особливими навичками та обрядами, вступають у спілкування з цими духами для забезпечення добробуту, врегулювання конфліктів чи лікування хвороб.
Ритуали Корейського шаманізму часто супроводжуються музикою, танцями та спеціальними об'єктами, такими як костюми та маски, які допомагають шаманам здійснювати перехід у світ духів. Ці обряди можуть бути проведені в різні часи року та в різних обставинах, включаючи святкування пам'яті предків, врегулювання проблем сімейного життя чи розв'язання проблем сільськогосподарського планування.
Попри вплив сучасності, Корейський шаманізм залишається важливою складовою культурного спадку Кореї. Він виступає як місто між традицією та сучасністю, сприяючи збереженню ідентичності та співпраці з іншими аспектами сучасного життя.